# سادایجین

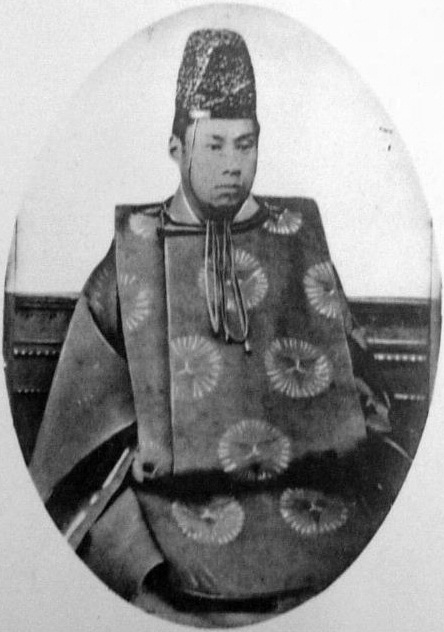
شاهزاده آریسوگاوا تاروهیتو، آخرین دارنده عنوان سادایجین تا سال ۱۸۸۵.

وزیر چپ، سادایجین (به ژاپنی: 左大臣 Sadaijin) یک مقام دولتی در ژاپن در اواخر دوره نارا و دوره هی‌آن بود.